# Nato Dream
Nato Dream, född 11 mars 2009 i Brigham i Québec, är en kanadensisk varmblodig travhäst. Han tränas av Mykola Wolf i Tjeckien. Fram till 2018 tränades han av Stefan Melander utanför Enköping i Sverige.
Nato Dream började tävla i april 2012 och tog karriärens första seger redan i den andra starten den 11 april på Solvalla. Han har till december 2017 sprungit in 2 miljoner kronor på 82 starter varav 9 segrar, 6 andraplatser och 12 tredjeplatser. Bland hans främsta meriter räknas segern i Treåringseliten (2012) och en tredjeplats i Ulf Thoresens Minneslopp (2012).
I mitten av januari 2018 såldes han till travtränaren Mykola Wolf i Tjeckien.